# Edicone
Edicone, o Edico o Edeco o Edecone (... – 469), è stato un generale germanico fu un principe degli Sciri e generale di Attila (434).
Si distinse, secondo fonti dell'epoca, per coraggio e abilità nelle battaglie Naissus e del fiume Uthus, durante l'invasione dell'Impero Romano d'Oriente,  così a far parte della cerchia di consiglieri favoriti di Attila, tanto che egli lo mise a capo di una missione diplomatica a Costantinopoli, dove il tesoriere di corte, Crisafio, tentò di corromperlo affinché assassinasse il suo re. Edico sembrò acconsentire, ma una volta giunto alla corte di Attila lo informò del piano e il monarca unno arrestò il sicario romano, mascherato da ambasciatore. Egli ebbe un ruolo nel complotto per uccidere il fratello di Attila, Bleda.
Edico partecipò anche alla campagna in Gallia e alla Battaglia dei Campi Catalaunici.
In seguito alla morte di Attila (453) e di Edico (469), in uno scontro con gli Ostrogoti, gli Sciri divennero federati dell'Impero d'Occidente.
Nel 476, il figlio di Edicone, Odoacre, depose l'imperatore Romolo Augusto e si proclamò re degli Eruli in Italia.
Secondo una leggenda, fu il capostipite della dinastia dei vecchi Welfen.